# Émetteur de la Forêt de l'Arsot
L'Émetteur de la Forêt de l'Arsot est un site de diffusion hertzienne aussi connu sous les noms d'émetteur de Belfort-Valdoie ou émetteur de Belfort-Valdoie-Forêt de l'Arsot, mais l'appellation coutumière et usuelle est celle citée en référence.

## Description
Émetteur TV à vocation de desserte limitée, Belfort et alentours immédiats, il est situé sur le ban de la commune de Valdoie à une l'altitude de 410 m dans le Territoire de Belfort. 
Pylône trellis d'acier de type auto-stabilisé tripode, il présente une hauteur de 40 m.
Il diffusait le service public TNT sur le R1 et le R3 depuis la fin mars 2006. Son exploitant est TDF. En cas de non-réception, voir l'émetteur de Mulhouse ou l'émetteur de Fort Lachaux-Montbéliard, puis ultérieurement l'émetteur du Lomont, ou les trois offres gratuites satellitaires.
Il émettait jusqu'en mai 2018 le multiplex R1 de la TNT française composé de France 2, France 3 Franche-Comté, France 4, France Ô, France Info sur le canal 55 en polarisation verticale avec une puissance PAR de 50 W. Il a ainsi rejoint les autres multiplexes qui sont diffusées depuis l'émetteur Towercast des Glacis, un immeuble situé au 44 rue Parant à Belfort.
Il est aussi un relais Free pour ses ondes 3G, 4G et faisceau hertzien.